# 阿利切贝尔科莱
阿利切贝尔科莱（義大利語：Alice Bel Colle），是意大利亚历山德里亚省的一个市镇。总面积12.09平方公里，人口為786人，人口密度65.0人/平方公里（2009年）。ISTAT代码为006005。